# Mlaștina tăcută
Mlaștina tăcută este un film românesc din 1967 regizat de Dona Barta.